# Three Cool Cats
Singles de The Coasters
The Shadow Knows / Sorry but I'm Gonna Have to Pass
(1958) Along Came Jones / That Is Rock & Roll
(1959)
Three Cool Cats est une chanson écrite par Jerry Leiber et Mike Stoller en 1958, enregistrée l'année suivante par The Coasters. Elle a été reprise par The Beatles et enregistrée en studio en début de carrière mais incluse qu'en 1995 dans Anthology 1.

## Historique
Écrite le duo Leiber et Stoller, créateurs de plusieurs autres chansons des Coasters, Three Cool Cats est parue initialement en janvier 1959 sur le label Atco Records, publiée en face B d'un des grands succès de ce groupe, Charlie Brown écrit par ces mêmes auteurs-compositeurs. La face A atteint le N°2 des classements américain pop et R&B.

## Reprises

### Version des Beatles
Pistes inédites de Anthology 1
Searchin' The Sheik of Araby
Les Beatles ont longtemps interprété Three Cool Cats, les premières fois à l'époque où ils étaient appelés The Quarrymen. Cette chanson a été l'une des quinze enregistrées par le groupe pour leur audition chez Decca Records le 1er janvier 1962 à Londres. Cette version met en vedette George Harrison au chant et à la guitare solo. John Lennon et Paul McCartney s'occupent respectivement de la guitare rythmique et de la basse et y ajoutent des voix comiques. C'est Pete Best qui est à la batterie. L'enregistrement a été inclus sur le disque Anthology 1 en 1995. 
Le groupe l'a enregistrée en 1963 dans les studios de la BBC, le 16 janvier pour l'émission Here We Go et le 2 juillet pour Pop Go the Beatles (en), mais toutes deux n'ont pas été mises en ondes. Comme toutes les prestations non diffusées, ces deux enregistrements sont disparus.
Les Beatles ont également joué cette chanson les 3 et 29 janvier 1969 au cours des séances qui aboutiront au disque Let It Be. Aucune de ces prestations informelles n'ont été officiellement publiées par EMI.

### Autres versions
Il y a eu beaucoup d'autres reprises de cette chanson. On entend le titre sur l'album de Ry Cooder Chavez Ravine (en), publié en 2005 avec des chœurs par Little Willie G (Willie Garcia),. Le groupe de garage rock The 5.6.7.8's a repris la chanson pour son E.P. Bomb the Twist (en) en 1996. On peut aussi l'entendre sur Stand Out/Fit In, l'album de 2007 du groupe australien The Basics (en), ainsi que sur leur album live de 2010.
On compte en outre des reprises par The Suicide Commandos (en 1979) ou par Cliff Richard (avec Marty Wilde et Dickie Pride (en) en 2010).
Cette chanson est entendue dans le film Nine Lives en 2016.
Le chanteur français Richard Anthony l'a enregistrée sous le titre Nouvelle Vague (texte français coécrit avec Armand Canfora) sur son troisième 45-tours 4 titres, en septembre 1959. Il s'agit d'ailleurs de son premier succès, vendu à plus de 500 000 exemplaires. Cette version a elle-même été reprise plusieurs fois : la même année par Claude Bolling et son grand orchestre ; près de quarante ans plus tard, en 1996, par Michel Delpech de même que par le groupe allemand Stereo Total en 1998. Si le titre est initialement signé par Armand Canfora et Richard Anthony, le Tribunal de grande instance reconnait le 1er avril 2008 que Nouvelle Vague est en fait un plagiat de la chanson Three Cool Cats.